# Viên Nội
Viên Nội là một xã thuộc huyện Ứng Hòa, thành phố Hà Nội, Việt Nam.
Xã Viên Nội có diện tích 4,52 km², dân số năm 1999 là 4.259 người, mật độ dân số đạt 942 người/km².